# Avolar
Avolar fue una línea aérea de bajo costo mexicana fundada en el año 2005 y cesada en el año 2008. Esta aerolínea tenía como base de mantenimiento y operaciones al Aeropuerto Internacional de Tijuana en Tijuana, Baja California, México. Inició operaciones en agosto del año 2005 con un solo avión Boeing 737-505 matrícula EI-DKV. Avolar, comenzó a volar poco antes de ALMA de México, Click Mexicana, Interjet y Volaris, teniendo como mercado el étnico en el norte del país. Esta aerolínea tenía planes pero aún no confirmados para hacer un pedido de 20 Boeing 737-800 para fortalecer sus destinos nacionales y aventurarse por rutas internacionales, en ciudades estadounidenses de California.

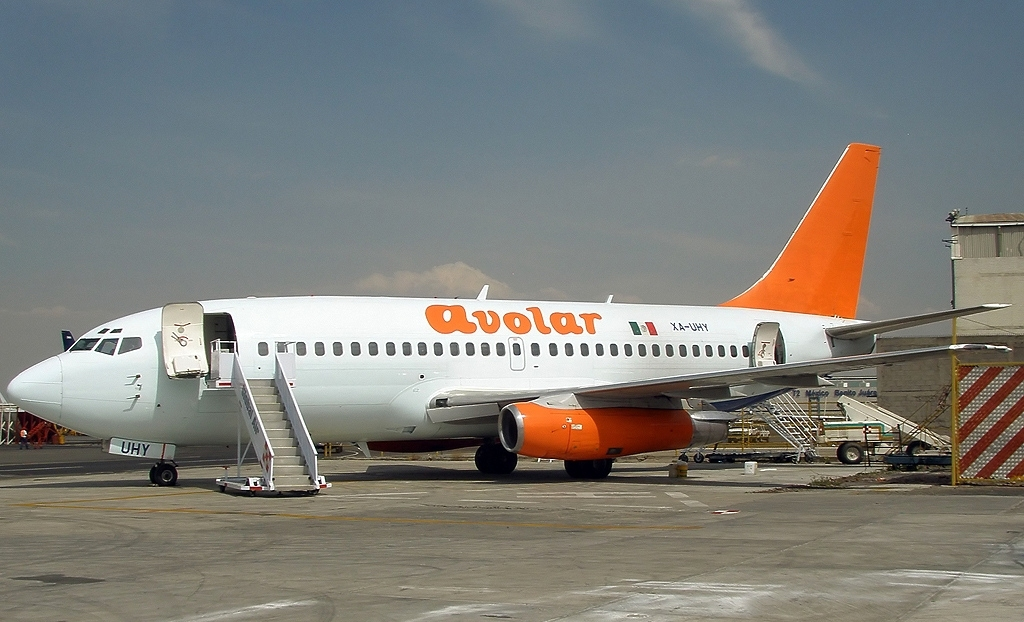
Boeing 737-2C3 Adv de Avolar (XA-UHY) en el Aeropuerto Internacional de la Ciudad de México, esta aeronave actualmente forma parte de la flota de Global Air (México).

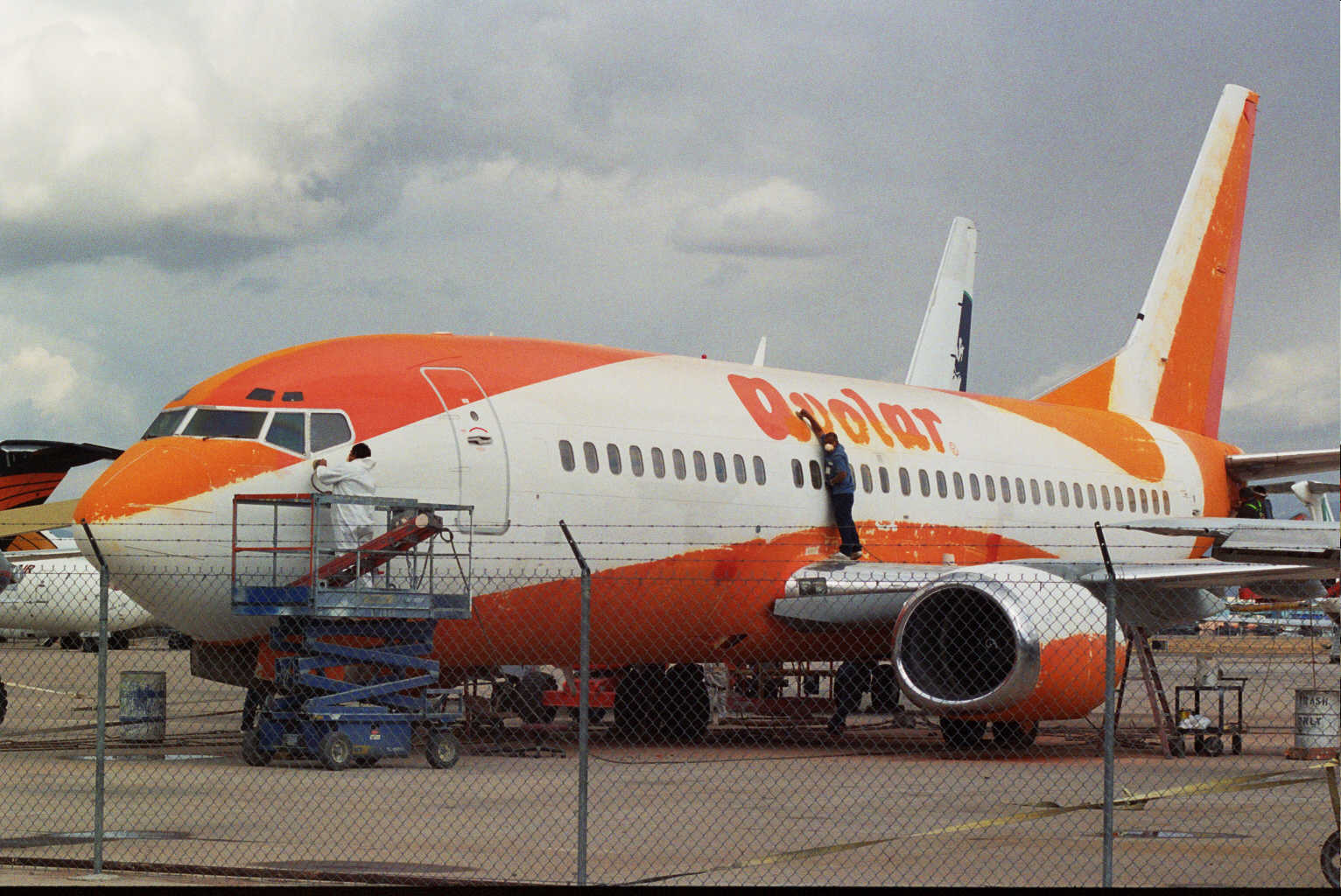
Boeing 737-3T0 de Avolar (EI-DNY) en el Aeropuerto Internacional de Tucson.

Una gran falta de control interno debilitó los activos de la compañía y por ende la posibilidad de enfrentar la competencia del mercado, derivando en la inviabilidad del proyecto ante la autoridad aeronáutica mexicana; razón por lo que no se renovó la concesión respectiva y cesó operaciones en el año 2008.

## Destinos
Sus destinos fueron:
- Tijuana, Baja California Base
- Hermosillo, Sonora
- Tepic, Nayarit
- Culiacán, Sinaloa
- Colima, Colima
- Guadalajara, Jalisco
- Uruapan, Michoacán
- Cuernavaca, Morelos
- Acapulco, Guerrero
- Puebla, Puebla
- Oaxaca, Oaxaca
- Durango, Durango
- Toluca, Estado de México
- Morelia, Michoacán
- León, Guanajuato
- Tapachula, Chiapas
- Monterrey, Nuevo León

## Flota
Su flota es pequeña, de colores naranja y blanco, la cual se compone de:
- 8 AVIONES

-5 B737-300 con las matrículas; EI-DNY, EI-DNZ, XA-UFH, EI-DRR y EI-DTP.

-3 B737-500 con las matrículas; EI-DKV, XA-AVO y XA-AVL.